# Blue Melody

Blue Melody est une nouvelle de l'écrivain américain J. D. Salinger, publiée pour la première fois dans le numéro de septembre de l'année 1948 du magazine Cosmopolitan. Narrant l'histoire tragique d'une chanteuse de jazz afro-américaine, cette nouvelle est inspirée de la vie de Bessie Smith et était initialement intitulée « Scratchy Needle on a Phonograph Record ». Le Cosmopolitan changea lors de sa publication le titre de la nouvelle sans le consentement de l'auteur, ce qui constitua l'une des raisons pour lesquelles Salinger ne publia ensuite qu'exclusivement dans le New Yorker.